# Paradosso di Peto
Il paradosso di Peto è l'osservazione, che prende il nome da Richard Peto, secondo la quale l'incidenza del cancro, a livello di specie, non sembra essere correlata al numero di cellule in un organismo. Per esempio, l'incidenza del cancro negli esseri umani è molto più alta dell'incidenza del cancro nelle balene, nonostante il fatto che una balena abbia molte più cellule di un essere umano. Se la probabilità di carcinogenesi fosse costante tra le cellule ci si aspetterebbe una maggiore incidenza di cancro tra le balene rispetto agli esseri umani.

## Formulazione originale
Richard Peto, un epidemiologo statistico dell'Università di Oxford, formulò il paradosso per la prima volta nel 1977. In una panoramica del modello multistadio del cancro, Peto osservò che, in rapporto al numero di cellule, gli esseri umani erano molto meno soggetti al cancro rispetto ai topi:
(Epidemiology and Multistage Models, 1977)
Peto continuò sostenendo che probabilmente sono le motivazioni evolutive a essere responsabili della variazione dei tassi di carcinogenesi per cellula nelle varie specie.

## Prove
Il rischio di cancro e le dimensioni del corpo sembrano essere correlate positivamente all'interno dei membri della stessa specie, anche quando altri fattori di rischio vengono controllati. Uno studio longitudinale di 25 anni su 17.738 dipendenti pubblici britannici maschi, pubblicato nel 1998, ha mostrato una correlazione positiva tra altezza e incidenza del cancro con un alto grado di confidenza statistica, anche dopo aver controllato i fattori di rischio come il fumo. Uno studio simile del 2011 su più di un milione di donne britanniche ha trovato forti prove statistiche di una relazione tra cancro e altezza anche dopo aver controllato una serie di fattori di rischio socio-economico e comportamentale. Un'analisi del 2011 delle cause di morte di 74.556 cani nordamericani addomesticati ha rilevato che l'incidenza del cancro era più bassa nelle razze più piccole, confermando i risultati degli studi precedenti.
Nelle varie specie, tuttavia, il legame si interrompe. Uno studio del 2015, utilizzando i dati delle necropsie eseguite dallo zoo di San Diego, ha esaminato i dati relativi a 36 diverse specie di mammiferi che hanno un peso che va dai 51 grammi dei topi striati ai 4800 chilogrammi degli elefanti, quasi 100.000 volte di più. Lo studio non ha trovato alcuna relazione tra le dimensioni del corpo e l'incidenza del cancro, fornendo un sostegno empirico all'osservazione iniziale di Peto.

## Osservazioni sull'evoluzione
L'evoluzione della multicellularità ha richiesto la soppressione del cancro in parte, e sono state trovati dei legami tra le origini della multicellularità e il cancro. Per poter sviluppare corpi più grandi e longevi gli organismi necessitavano di una maggiore soppressione del cancro. Le prove suggeriscono che i grandi organismi come gli elefanti hanno maggiori adattamenti che permettono loro di evitare il cancro. La ragione per cui gli organismi di dimensioni medie abbiano relativamente pochi di questi geni può essere dovuto al fatto che il vantaggio di prevenire il cancro che questi geni conferiscono è stato controbilanciato, per gli organismi di dimensioni moderate, dai loro svantaggi, in particolare dalla loro ridotta fertilità.
Varie specie hanno sviluppato diversi meccanismi di soppressione del cancro. Un articolo pubblicato su Cell Reports nel gennaio 2015 sostiene di aver trovato dei geni nella balena della Groenlandia che possono essere associati alla longevità. Un secondo gruppo di ricercatori ha identificato nello stesso periodo un polisaccaride nel talpa senza pelo che sembra bloccare lo sviluppo di tumori. Nell'ottobre 2015 due studi indipendenti hanno dimostrato che gli elefanti hanno nel loro genoma 20 copie del gene soppressore tumorale TP53 mentre gli esseri umani e gli altri mammiferi ne hanno solo una. Ulteriori ricerche hanno rivelato 14 copie del gene presenti nel DNA dei mammut congelati ma solo una copia del gene nel DNA dei lamantini e delle procavie, i parenti viventi più prossimi all'elefante. I risultati suggeriscono una relazione evolutiva tra le dimensioni dell'animale e la soppressione dei tumori come aveva teorizzato Peto.

## Osservazioni sulla dimensione delle cellule e del metabolismo
Un articolo del 2014 su Evolutionary Applications di Maciak e Michalak ha evidenziato quello che hanno definito "una relazione ampiamente sottovalutata tra la dimensione delle cellule e il metabolismo e i tassi di divisione cellulare tra le specie" come fattori chiave alla base del paradosso e ha concluso che "gli organismi più grandi hanno cellule più grandi che si dividono lentamente con minore dispendio energetico, riducendo in modo significativo il rischio di insorgenza del cancro".
Maciak e Michalak sostengono che la dimensione delle cellule non è uniforme in tutte le specie di mammiferi, rendendo la dimensione corporea un indicatore imperfetto del numero di cellule di un organismo. Per esempio il volume di un globulo rosso di un elefante è circa quattro volte il volume di un globulo rosso di un toporagno comune. Inoltre, le cellule più grandi si dividono più lentamente di quelle più piccole, una differenza che si accumula esponenzialmente durante la vita dell'organismo. Meno divisioni cellulari significa meno opportunità per le mutazioni tumorali e i modelli matematici di incidenza del cancro sono molto sensibili ai tassi di divisione cellulare. Inoltre gli animali più grandi hanno in genere tassi del metabolismo basale più bassi, secondo una relazione logaritmica inversa ben definita. Di conseguenza le loro cellule subiscono meno danni nel tempo per unità di massa corporea. Nel loro insieme questi fattori possono spiegare gran parte dell'apparente paradosso.

## Ricerca medica
L'apparente capacità degli animali più grandi di sopprimere il cancro su un gran numero di cellule ha dato origine ad un campo attivo della ricerca medica. In un esperimento i topi di laboratorio sono stati geneticamente modificati per esprimere "ininterrottamente" antigeni tumorali P53 simili a quelli presenti negli elefanti. I topi mutati hanno mostrato una maggiore capacità di soppressione del tumore ma anche segni di invecchiamento precoce.
Un altro studio ha inserito la p53 nel normale controllo regolatorio e non ha trovato segni di invecchiamento prematuro. Si ipotizza che sotto il suo promotore nativo p53 non causi l'invecchiamento prematuro, a differenza di quanto espresso in maniera costitutivamente p53.